# Giro de Lombardía 1919
El Giro de Lombardía 1919 fue la 15.ª edición del Giro de Lombardía. Esta carrera ciclista organizada por La Gazzetta dello Sport se disputó el 2 de noviembre de 1919 con salida y llegada a Milán después de un recorrido de 256 km.
El ganador fue el italiano Costante Girardengo (Stucchi-Dunlop) por delante del vencedor del año anterior Gaetano Belloni (Bianchi-Pirelli) y del suizo Heiri Suter.

## Clasificación general
| Posición | Ciclista            | Equipo          | Tiempo       |
| -------- | ------------------- | --------------- | ------------ |
| 1        | Costante Girardengo | Stucchi-Dunlop  | 9h 42' 01"   |
| 2        | Gaetano Belloni     | Bianchi-Pirelli | + 8' 00"     |
| 3        | Heiri Suter         | Individual      | + 23' 00"    |
| 4        | Ugo Agostoni        | Bianchi-Pirelli | + 35' 00"    |
| 5        | Max Suter           | Individual      | + 49' 00"    |
| 6        | Giovanni Roncon     | Verdi           | + 1h 23' 00" |
| 7        | Domenico Schierano  | Peugeot         | + 1h 41' 00" |
| 8        | Antonio de Michiel  | Individual      | + 3h 32' 00" |